# Edmund Beck
Pour les articles homonymes, voir Beck.
Dom Edmund Beck, né Michael Beck le 6 novembre 1902 à Huldsessen et mort le 12 juin 1991 à Metten, est un moine bénédictin allemand qui fut moine de l'abbaye de Metten et professeur d'Écriture sainte à l'athénée pontifical Saint-Anselme de Rome.

## Biographie

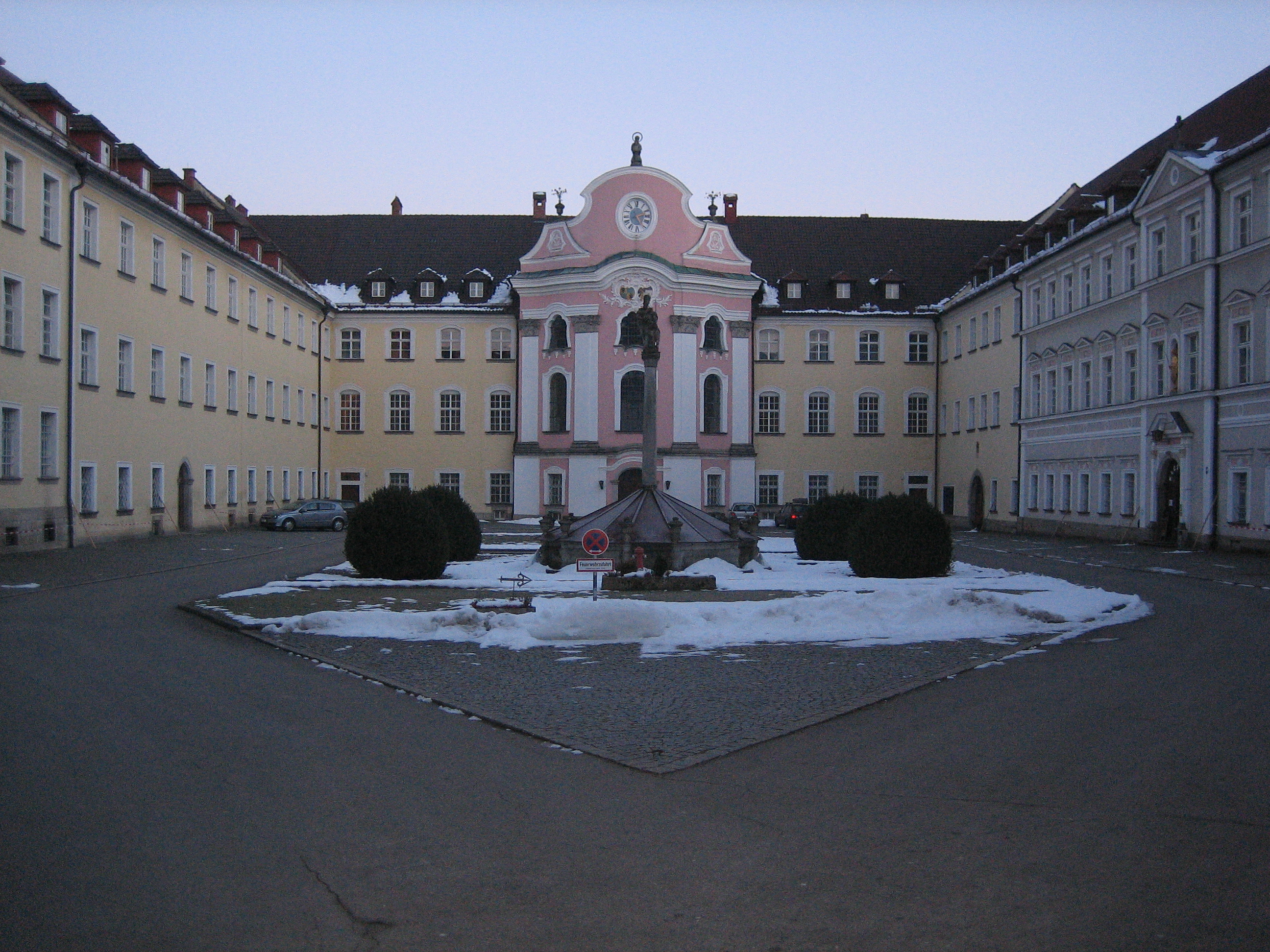
Cour de l'abbaye de Metten

Michael Beck est élève des bénédictins de l'abbaye de Metten où il passe son Abitur (équivalent du baccalauréat). Il entre en 1922 au séminaire de Straubing, puis il entre quelques mois plus tard au noviciat de l'abbaye de Metten, où il prend le nom de religion d'Edmund (Edmond). Il étudie la théologie à l'université Louis-et-Maximilien de Munich de 1923 à 1927, puis la philologie classique de 1927 à 1930 à Munich et ensuite à l'université de Wurtzbourg. Il est nommé professeur de latin-grec au gymnasium de l'abbaye de Metten. Il prépare en même temps une thèse de doctorat sur les citations du Coran par le poète et grammairien perse Sîbawayh. Il est reçu grâce à celle-ci docteur en philosophie en 1939 à l'université de Munich pour la faculté des langues orientales.
Le gymnasium (équivalent du collège-lycée) de Metten est fermé par les autorités nationales-socialistes en 1939. Le P. Beck est donc nommé professeur d'Écriture sainte et de langues bibliques à Rome à l'athénée Saint-Anselme. Il retourne vivre à Metten vingt-deux ans plus tard, où il est professeur, jusqu'en 1970.
Le P. Beck est reconnu comme l'expert le plus important des œuvres d'Éphrem le Syrien. Il est l'auteur de nombreuses monographies et de traductions, ainsi que d'ouvrages théologiques et d'écrits sur Éphrem. Il rédige entre 1955 et 1979 une monumentale édition critique avec des traductions de l'œuvre d'Éphrem, dans le Corpus scriptorum christianorum orientalum.

## Œuvres

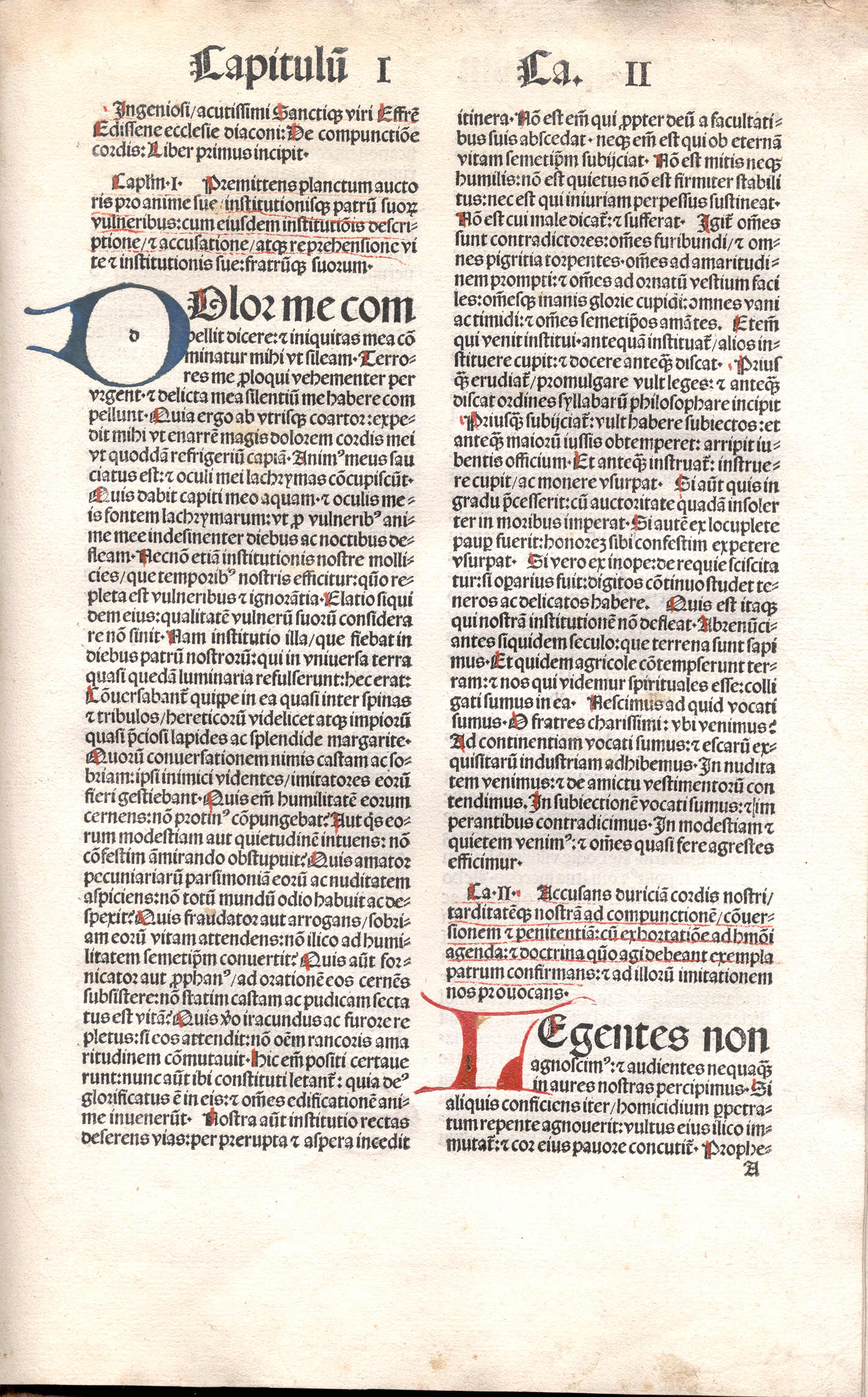
Sermons de saint Éphrem, Fribourg, XVe siècle

### Édition critique duCorpus scriptorum christianorum orientalumsur les écrits de saint Éphrem
- De Fide (CSCO 154-155; Scriptores Syri 73-74), 1955
- Contra Haereses (CSCO 169-170; Scriptores Syri 76-77), 1957
- De Paradiso et Contra Julianum (CSCO 174-175; Scriptores Syri 78-79), 1957
- De Nativitate (Epiphania) (CSCO 186-187; Scriptores Syri 82-83), 1960
- De Ecclesia (CSCO 198-199; Scriptores Syri 84-85), 1959
- Sermones de Fide (CSCO 212-213; Scriptores Syri 88-89), 1961
- Carmina Nisibena (CSCO 218-219; Scriptores Syri 92-93), 1961
- De Virginitate (CSCO 223-224; Scriptores Syri 94-95), 1962
- Carmina Nisibena II (CSCO 240-241; Scriptores Syri 102-103), 1963
- De Iejunio (CSCO 246-247; Scriptores Syri 106-107), 1964
- Hymnes pascales: de azymis, de Crucifixione, de Resurrectione (CSCO 248-249; Scriptores Syri 108-109), 1964
- Sermo de Domino nostro (CSCO 270-271; Scriptores Syri 116-117), 1966
- Sermones I (CSCO 305-306; Scriptores Syri 130-131), 1969
- Sermones II (CSCO 311-312; Scriptores Syri 134-135), 1970
- Sermones III (CSCO 320-321; Scriptores Syri 138-139), 1972
- Hymnes sur Abraham Kidunaya et Julianos Saba (CSCO 322-323; Scriptores Syri 140-141), 1972
- Sermones IV (CSCO 334-335; Scriptores Syri 148-149), 1973
- Appendix à propos d'Éphrem le Syrien (CSCO 363-364; Scriptores Syri 159-160), 1975
- Sermones in Hebdomadam Sanctam (CSCO 412-413; Scriptores Syri 181-182), 1979

### Monographies et traductions
- Ein chritsliche Parallele zu den Paradiesjungfrauen des Korans ?, in Orientala Chritiana Periodica 14 (1948) 398-405
- Die Theologie des hl. Ephraem in seinen Hymnen über den Glauben,in Studia Anselmiana 21, Rome, 1949
- Ephraems Hymnen über das Paradies, traduction et commentaires, in Studia Anselmiana 26, 1951
- Ephraems Reden über den Glauben, in Studia Anselmiana 33, 1953
- Das Bild vom Spiegel bei Ephräm, Rome 1953
- Das chrstliche Mönchtum im Koran, in Studia Orientalia 13, 3, Helsinki, 1954
- Die Eucharistie bei Ephräm, in Oriens Christianus 38, (1954) 41-68
- Die Mariologie der echten Schriften Ephräms, in Oriens Christianus 40, (1956) 22-40
- Ephräms Polemik gegen Mani und die Manichäer im Rahmen der zeitgenössischen griechischen Polemik und der des Augustinus (CSCO Subsidia 55), Louvain, 1978
- Ephräms des Syrer Psychologie und Erkenntislehre (CSCO Subsidia 58), Louvain, 1980
- Ephräms Trinitätslehre im Bild vom Sonne - Feuer, Licht und Wärme (CSCO Subsidia 62), Louvain, 1981
- Zur Terminologie von Ephräms Bildtheologie, in Margot Schmidt: Typus, Symbol, Allegorie bei den östlichen Vätern und ihren Parallelen im Mittelalter, Ratisbonne, 1982, pp. 239-277
- Dorea und Charis. Die Taufe. Zwei Beiträge zur Theologie Ephräms des Syrers (CSCO Subsidia 72-457), Louvain, 1984
- Zwei ephrämische Bilder, in Oriens Christianus, 71 (1987) 1-23
- Der Syrische Diatessaronkommentar zu der unvergebbaren Sünde wider den Heiligen Geist übersetzt und erlaütert, in Oriens Christianus 73 (1989) 1-37
- Der Syrische Diatessaronkommentar zu der Perikope von der Samariterin am Brunnen, übersetzt und erklärt, in Oriens Christianus 74 (1990) 1-24
- Der Syrische Diatessaronkommentar zu der Perikope von der Sünderin. Luc. VII 36-50, in Oriens Christianus 75 (1991) 1-15
- Der Syrische Diatessaronkommentar zur Perikope vom reichen Jüngling, in Oriens Christianus 76 (1992) 1-45
- Ephräm und der Diatessaronkommentar im Abschnitt über die Wunder beim Tode Jesu am Kreuz, in Oriens Christianus 77 (1973) 104-119

## Source
- (de) Cet article est partiellement ou en totalité issu de l’article de Wikipédia en allemand intitulé « Edmund Beck » (voir la liste des auteurs).